# Ingemar Fälth
Karl Lars Ingemar Fälth, född 18 juni 1933 i Västervik, död 8 april 2022, var en svensk kompositör och sångtextförfattare.  

## Biografi
Fälth, som tidigare var byrådirektör, började skriva musik och sångtexter under 1960-talet. Hans första utgivna låt var texten "Ärter och fläsk" som tonsattes av Thore Skogman och spelades in av Sven-Ingvars. Senare fick Fälths låtar allt fler framgångar, som "Vår enda sommar", "Snus till varje pris", "I nästa stad", "En liten gnista" och "Det måste finnas någon värld", vilka alla hamnade på Svensktoppen. Flera av sångerna spelades också in utomlands och hamnade även där på topplistorna: "Handelsboden" (som spelades in av gruppen Kajs och hamnade på Dansktoppen under namnet "Kraemmerboden") och "Det går en ängel vid din sida" (listplaceringar inom norsk radio och TV, med Söstrene Eikaas). Hans största hit var dock "Lev ditt liv så att du ingenting ångrar", som spelats in av både Göingeflickorna och Jan Sparring. Fälth skrev text och musik främst för dansband i hela Norden.
År 1961 framfördes sången "Det lyser grönt" av Britt Damberg i filmen Raggargänget med bland andra Ernst-Hugo Järegård. Fälth hade tillsammans med Charles Redland skrivit musiken till en text av Sven Paddock.
År 1969 framfördes Fälths sångtext "Välj dina ord", tonsatt av Kurt Spjuth, i filmen Åsa-Nisse i rekordform.
Fälth fick 1999 Konstnärsnämndens pensionärsbidrag. Han är begravd på Visingsö kyrkogård.